# Lemuridae
Lemuridae este o familie de primate din infraordinul Lemuriformes, native de pe insula Madagascar ca și pe unele insule mici din apropiere. Din punct de vedere taxonomic ordinul lemurilor cuprinde cca. 100 de specii.

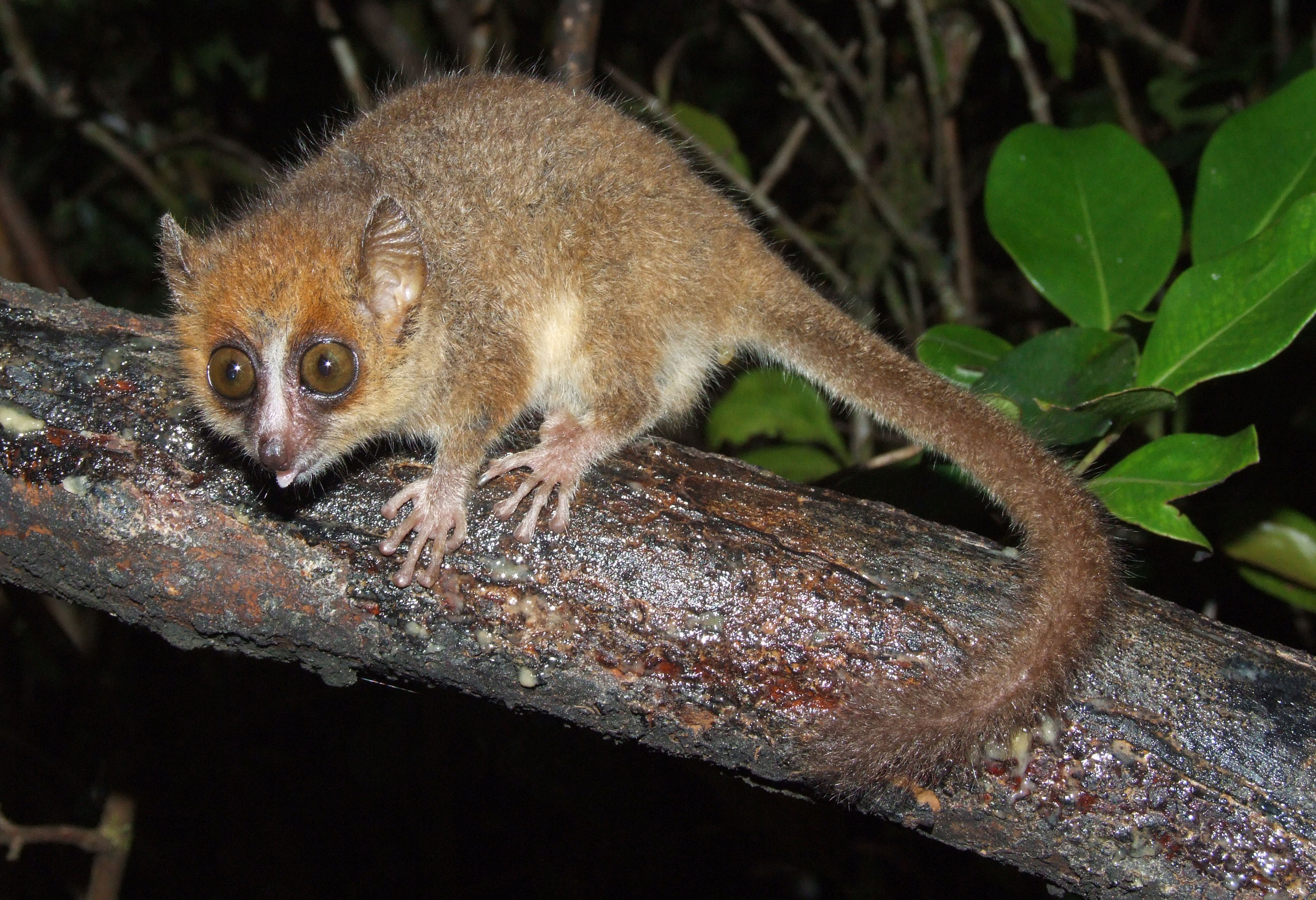
Microcebus myoxinus

 Morfologic, animalele au forme și dimensiuni diferite, caractere comune generale fiind modul de viață, cele mai multe dintre ele sunt arboricole și ca mod de hrănire consumă hrană vegetală sau sunt omnivore. Unii reprezentanți ai lemurilor prin pierderea biotopului natural sunt pericliatate de dispariție. Lemurii uriași  au dispărut in urmă cu câteva decenii.

## Clasificare
Familia Lemuridae
- Genul Lemur
  - Lemur catta
- Genul Eulemur
  - Eulemur fulvus
  - Eulemur sanfordi
  - Eulemur albifrons
  - Eulemur rufus
  - Eulemur rufifrons
  - Eulemur collaris
  - Eulemur cinereiceps
  - Eulemur macaco
  - Eulemur flavifrons
  - Eulemur coronatus
  - Eulemur rubriventer
  - Eulemur mongoz
- Genul Varecia
  - Varecia variegata
  - Varecia rubra
- Genul Hapalemur
  - Hapalemur griseus
  - Hapalemur gilberti
  - Hapalemur meridionalis
  - Hapalemur occidentalis
  - Hapalemur alaotrensis
  - Hapalemur aureus
- Genul Prolemur
  - Prolemur simus
- Genul †Pachylemur
  - †Pachylemur insignis
  - †Pachylemur jullyi

## Galerie

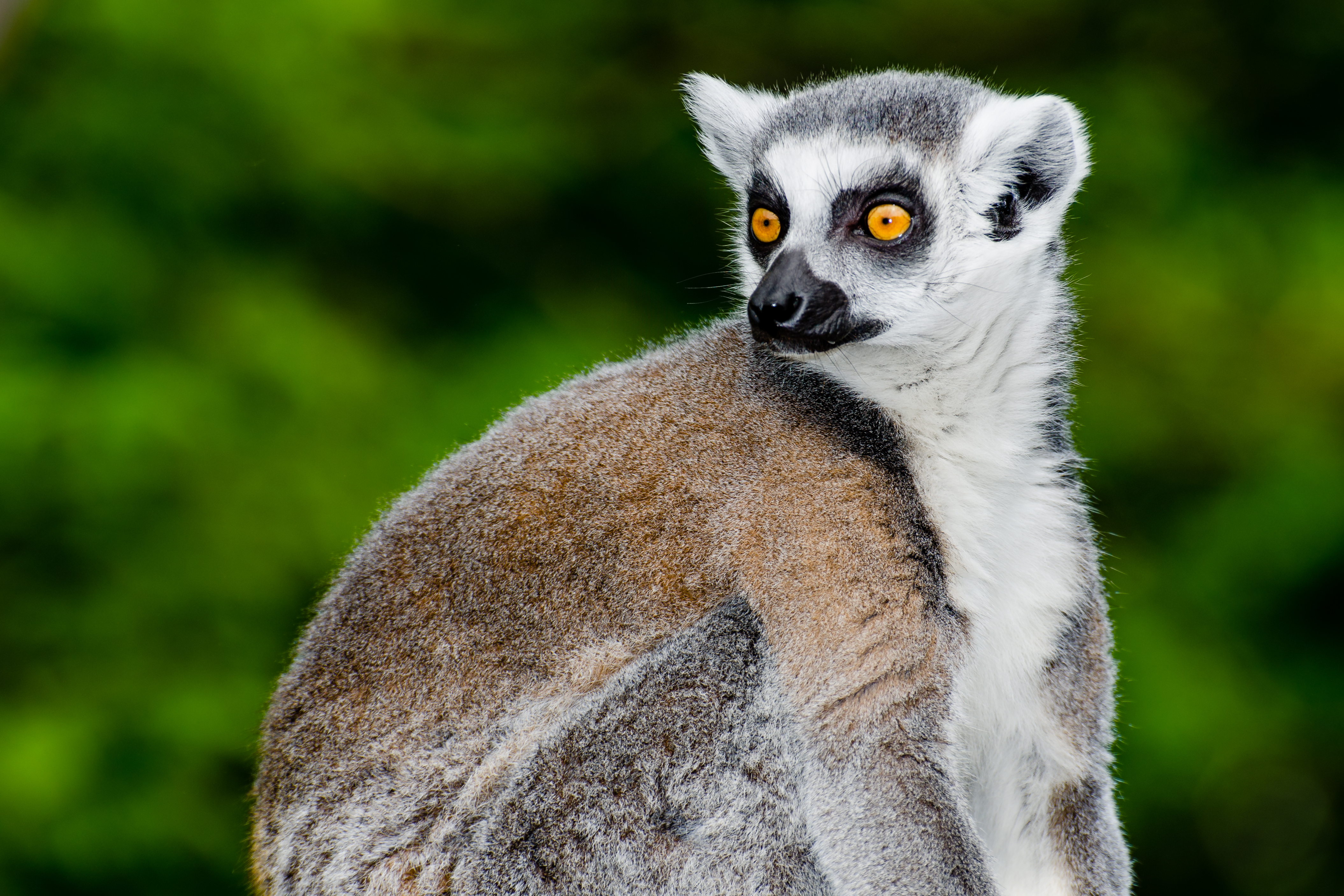
Lemur catta
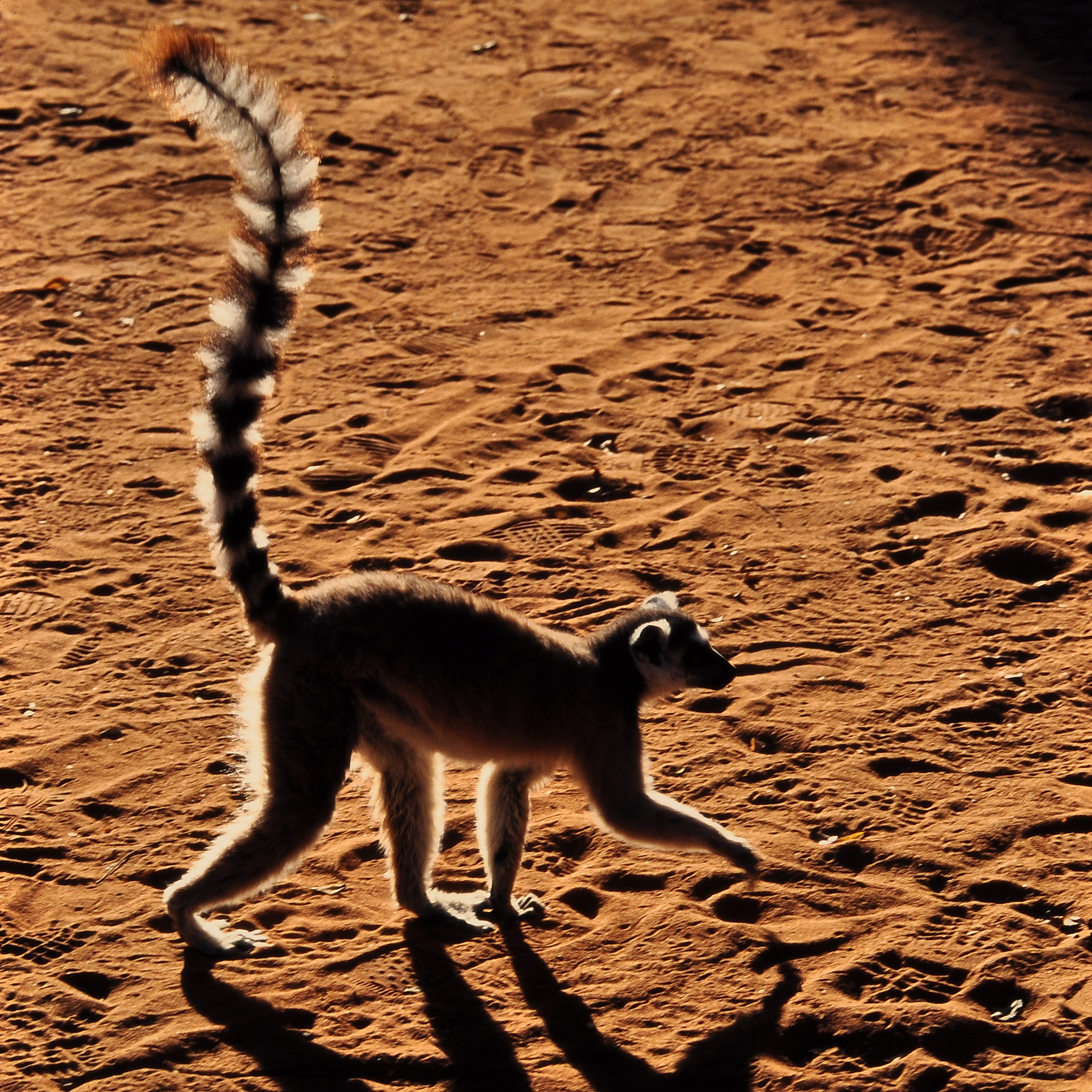
Lemur catta
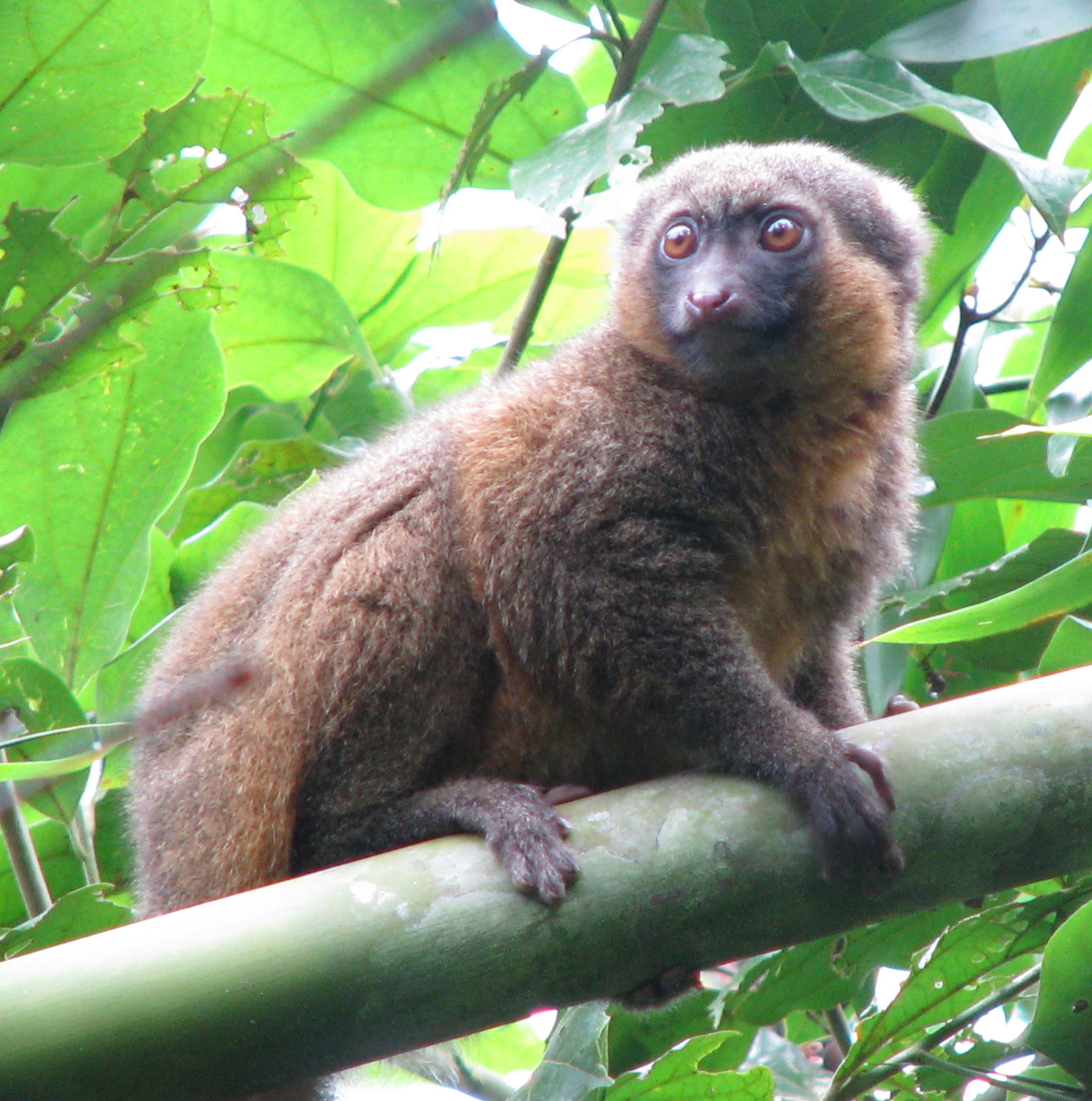
Hapalemur aureus